# Bernd Aldor

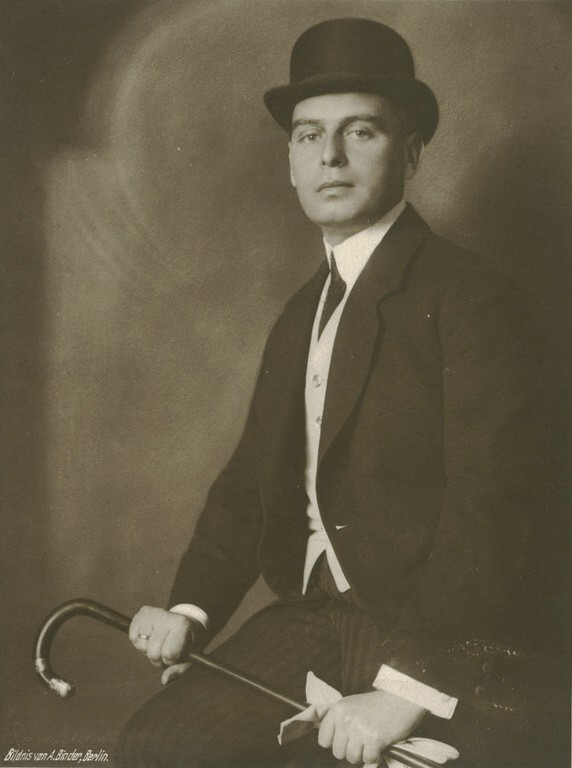
Bernd Aldor um 1925 auf einer Fotografie von Alexander Binder

Bernd Aldor (* 23. März 1881 in Konstantinopel, Osmanisches Reich; † 20. Oktober 1950 in Wien, Österreich) war ein deutscher Schauspieler.

## Leben
Kurz vor der Jahrhundertwende nahm er in Wien Schauspielunterricht in der Meisterklasse von Karl Arnau; zu seinen weiteren Lehrern gehörte Konrad Loewe. Er begann seine Theaterlaufbahn als Statist am Hofburgtheater, dem späteren Burgtheater.
Im Jahr 1900 erhielt er sein erstes festes Engagement in Znaim. Weitere Theaterstationen ab 1903 waren Czernowitz, Trier, Bremen, Königsberg, Leipzig, Dresden und Hamburg. 1906 kam er nach Berlin ans Schillertheater.
Im Jahr 1913 wurde er von Charles Decroix am Schauspielhaus Leipzig bei einer Aufführung von Tolstois Der lebende Leichnam für den Film entdeckt. Bekannt wurde Aldor 1917/18 in den ersten beiden Teilen des Aufklärungsvierteilers Es werde Licht! als Dr. Mauthner, Leiter einer Anstalt für an Syphilis erkrankte Kinder.
Von 1917 bis 1919 war er Hauptdarsteller mehrerer Filmserien unter den Regisseuren Richard Oswald und Lupu Pick und ebenso in Oswalds Literaturinszenierungen Das Bildnis des Dorian Gray und Der lebende Leichnam. Bis Mitte der 1920er Jahre war Aldor in Hauptrollen zu sehen, darunter als Talma in Madame Récamier 1920.
1932 verpflichtete der rumänische Schauspieler Constantin Tănase Aldor für eine in Berlin umgesetzte Filmregie. Danach geriet er in Vergessenheit, mit Hitlers Machtantritt 1933 wurde Aldor nicht mehr beschäftigt. Längst nicht mehr beim Film aktiv, wurde er im Juli 1938 wegen seiner „vermutlich nicht arischen“ Herkunft aus der Reichsfilmkammer ausgeschlossen.
Seit Anfang März 1950 waren der jüdische Flüchtling Aldor und seine Frau Hilde in Wien nachweisbar. Wenig später starb der frühere Schauspieler.

## Filmografie
- 1913: Das Ave Maria
- 1913: Die Czernowska
- 1914: Die große Sünderin
- 1914: Der Fleck
- 1915: Aschenbrödelchen
- 1916: Glaubensketten
- 1916: Zirkusblut
- 1916: Seine letzte Maske
- 1917: Es werde Licht!, 1. Teil
- 1917: Des Goldes Fluch
- 1917: Das Bildnis des Dorian Gray
- 1917: Der Schloßherr von Hohenstein
- 1918: Der Weg ins Freie
- 1918: Es werde Licht!, 2. Teil
- 1918: Rennfieber
- 1918: Die seltsame Geschichte des Baron Torelli
- 1918: Der lebende Leichnam
- 1918: Der Weltspiegel
- 1918: Die tolle Heirat von Laló
- 1918: Die Liebe des van Royk
- 1919: Der Herr über Leben und Tod
- 1919: Der Seelenverkäufer
- 1919: Marionetten der Leidenschaft
- 1919: Mein Wille ist Gesetz
- 1920: Madame Récamier
- 1921: Die Furcht vor dem Weibe
- 1923: Der Menschenfeind
- 1923: Die Affäre der Baronesse Orlowska
- 1923: „Said“. Ein Volk in Ketten
- 1923: Weltspiegel
- 1923: Graf Cohn
- 1923: Orientfieber
- 1924: Die Todgeweihten
- 1925: Aschermittwoch
- 1925: Halbseide
- 1925: Graf Greif
- 1927: Schwere Jungs – leichte Mädchen
- 1927: Die glühende Gasse
- 1928: Der alte Fritz (2 Teile)
- 1929: Indizienbeweis
- 1930: Dreyfus
- 1930: Leutnant warst Du einst bei deinen Husaren
- 1930: Zwei Menschen
- 1931: Danton
- 1931: Elisabeth von Österreich
- 1932: Visul lui Tanase (auch Regie)